# Betim Halimi
Betim Halimi (ur. 28 lutego 1996 w Požaranje, Federalna Republika Jugosławii) – kosowski piłkarz, grający na pozycji bramkarza.

## Kariera piłkarska

### Kariera klubowa
Karierę piłkarską rozpoczął w drużynie KF Vllaznia Požaranje. W 2016 przeszedł do KF Drita Gnjilane. W sezonie 2016/17 bronił barw KF Hajvalia, po czym wrócił do Drity. 7 lipca 2018 przeszedł do JK Narva Trans. 27 lutego 2019 został piłkarzem Olimpiku Donieck. Zadebiutował w klubie 3 marca w przegranym 0:1 meczu z Arsenałem Kijów.

### Kariera reprezentacyjna
Występował w młodzieżowej reprezentacji Kosowa. 23 grudnia 2019 został powołany do seniorskiej kadry Kosowa na mecz towarzyski ze Szwecją, jednak w chwili powołania doznał kontuzji i nie zagrał.

## Sukcesy i odznaczenia

### Sukcesy klubowe
KF Drita Gnjilane
- mistrz Kosowa: 2017/18